# Borne (bei Staßfurt)
Borne ist eine Gemeinde in der Verbandsgemeinde Egelner Mulde im Salzlandkreis in Sachsen-Anhalt in Deutschland.
Der Ort liegt 12 Kilometer nördlich von Staßfurt unweit der B 71.

## Geschichte
Borne wurde das erste Mal im Jahre 946 urkundlich erwähnt.
Der Ortsname hatte im Laufe der Jahre verschiedene Schreibweisen: Brunone (959), Brunon (973), Burne (1197) und seit 1211 galt die heutige Schreibweise Borne als die allgemein gültige Bezeichnung. Alle Variationen bedeuten „Am Brunnen“ – es ist damit eine natürliche Quelle (der „Spring“) gemeint, diese existiert noch heute.
Zu Borne gehören die unweit des Ortes gelegene Wüstung Nalpke und der einstige in den 1930er Jahren eingemeindete Nachbarort Bisdorf.

## Politik

### Gemeinderat
Der Gemeinderat aus Borne setzt sich aus 10 Ratsmitgliedern zusammen.
- CDU 3 Sitze
- Freie Wählergemeinschaft 7 Sitze

(Stand: Kommunalwahl am 7. Juni 2009)
Nach der Kommunalwahl 2014 hat der Gemeinderat 8 Mitglieder.

### Wappen
Blasonierung: „In Gold ein schwarzer Springbrunnen mit je einem Knauf am Sockel sowie an der Spitze und einem blau ausgefüllten Brunnenoval mit herausragendem blauen Steigrohr. Dem Knauf an der Spitze entspringt eine Fontäne aus blauen Wasserstrahlen.“
Das Wappen, das der Magdeburger Kommunalheraldiker Jörg Mantzsch schuf, stellt ein sogenanntes redendes Wappen dar.
Die Genehmigung des Wappens erfolgte am 9. Februar 1994, die der Flagge am 20. Oktober 1995 durch die Landesregierung, Regierungspräsidium Magdeburg.

### Flagge
Die Flagge der Gemeinde zeigt die Farben Blau – Gold (Gelb) mit dem aufgelegten Gemeindewappen.

## Sportvereine
- SV Germania Borne e. V., KSV „Germania“ Borne 1999 e. V., Schützenverein Borne von 1891 e. V.

## Kultur und Sehenswürdigkeiten
Am 30./31. Juli 2010 fand das Bornstokk-Festival in zweiter Auflage statt.
Sehenswürdigkeiten in Borne sind: Der naturgeschützte Gutspark (um 1900 angelegt), ein Hünengrab, die Kirchturmruine Nalpke und die Quelle der „Spring“. Bis heute hält sich die Legende, dass am Hünengrab ein Riese begraben liegt, dort wurde bereits eine Begräbnisstätte gefunden.

### Bauwerke
In der Liste der Kulturdenkmale in Borne (bei Staßfurt) sind für Borne zehn und für Bisdorf sieben Kulturdenkmale aufgeführt. Die Bodendenkmale sind in der Liste der Bodendenkmale in Borne (bei Staßfurt) aufgeführt.